# (4861) Немировский
(4861) Немировский (лат. Nemirovskij) — типичный астероид главного пояса, открыт 27 августа 1987 года советским астрономом Людмилой Карачкиной в Крымской астрофизической обсерватории и 26 февраля 1994 года назван в честь инженера и сатирика Льва Hемировского.

## Обнаружение и именование
(4861) Немировский
Открыт 27 августа 1987 года в Научном Л. Г. Карачкиной.
Назван в честь Льва Руфульевича Немировского (1937— ) — инженера, главного конструктора и художественного руководителя Санкт-Петербургского дома сатиры и юмора, одного из авторов альманаха «Золотой Остап».
Оригинальный текст (англ.)4861 Nemirovskij
Discovered 1987-08-27 by Karachkina, L. G. at Nauchnyj.
Named in honor of Lev Rufulʹevich Nemirovskij (1937— ), engineer, chief-constructor and artistic director of the St. Petersburg House of Satire and Humor, and one of the authors of the miscellany Gold Ostap.
Источники: DISCOVERY.DB; M.P.C. 23137.

## Орбита

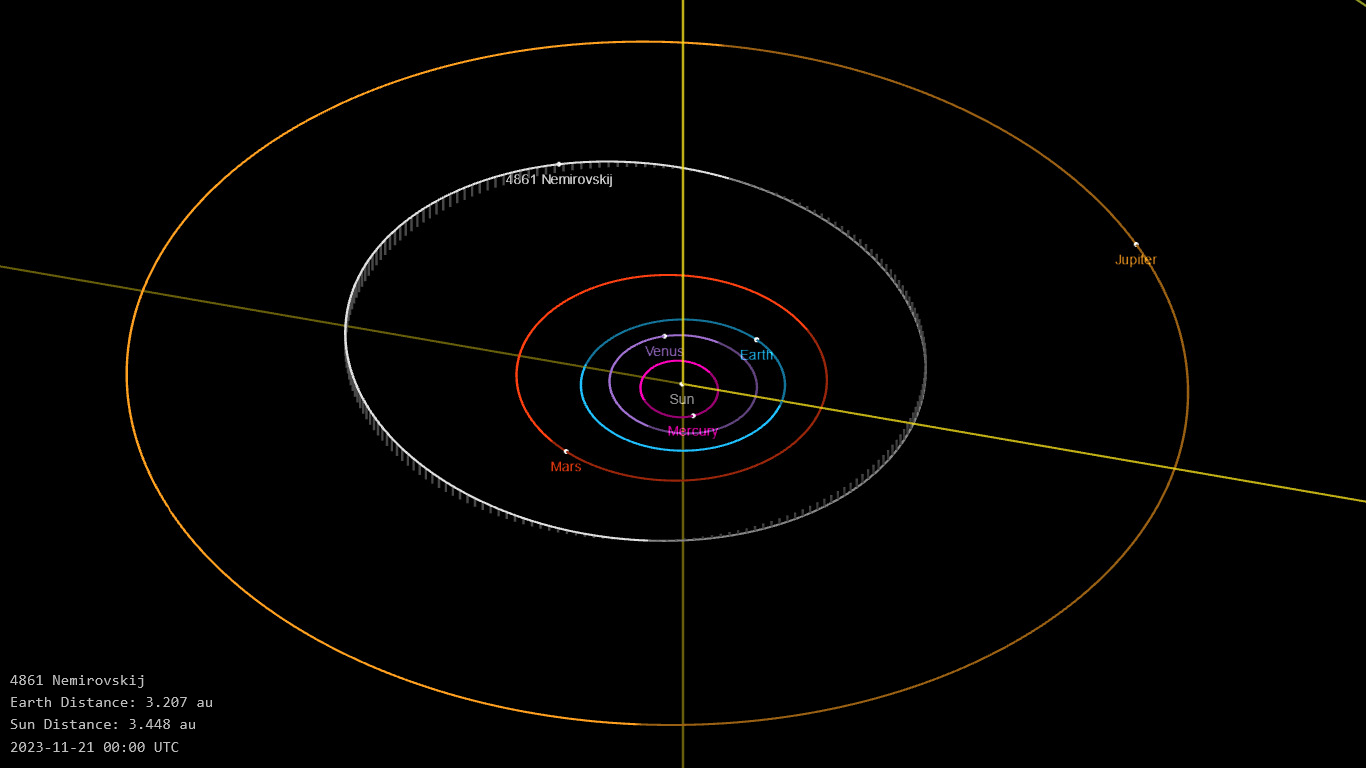
Орбита астероида Немировский и его положение в Солнечной системе

## Физические характеристики
Астероид относится к таксономическому классу C.
По результатам наблюдений в видимом и ближнем инфракрасном диапазоне космического телескопа NEOWISE диаметр астероида оценивался равным 6,581±0,191 км. Согласно тем же источникам альбедо оценивается как 0,3392±0,0466 и 0,339±0,047.